# Chroicopteridae
Chroicopteridae – rodzina modliszek z podrzędu Eumantodea i infrarzędu Schizomantodea, jedyna z monotypowej nadrodziny Chroicopteroidea. Zamieszkują Afrykę Subsaharyjską i Madagaskar.

## Morfologia
Modliszki osiągające jak na przedstawicieli rzędu rozmiary od niewielkich do przeciętnych. W ubarwieniu dominują zazwyczaj odcienie brązu, rzadziej zieleni. Stadia larwalne (nimfy) rodzajów najbardziej prymitywnych, ale też niektórych bardziej zaawansowanych ewolucyjnie wykazują mimikrę względem mrówek (myrmekomorfię). W podrodzinie Tarachininae myrmekomorficzne są nawet dorosłe samice.
Tułów ma dobrze zaznaczone rozszerzenia nadbiodrowe. Przedplecze zwykle jest krótkie. Na zapiersiu występuje pojedynczy narząd tympanalny (ucho cyklopowe). Samce mają wykształcone dwie pary skrzydeł. Samice są mają skrzydła mniej lub bardziej skrócone, a w przypadku gatunków myrmekomorficznych są całkiem bezskrzydłe. Chwytne odnóża przedniej pary mają udo o płacie wierzchołkowym z krótkimi kolcami, trzech lub czterech kolcach dyskoidalnych oraz czterech lub pięciu kolcach tylno-brzusznych, przy czym pięć kolców tylno-brzusznych występuje tylko u gatunków o głowie wyposażonej w liściokształtny wyrostek. Spośród gatunków mających tylko trzy kolce dyskoidalne albo pierwszy jest dłuższy od drugiego i wszystkie kolce uda przedniego są małe albo samiec ma co najmniej dwa guzki na flagellum genitaliów. Odnóża pary środkowej i tylnej są kroczne i pozbawione kolców.
Odwłok wyposażony jest w walcowate przysadki odwłokowe krótsze niż połowa jego długości. Tylny koniec odwłoka u samic często zmodyfikowany jest do pełnienia funkcji grzebnej. Samcze genitalia mają całkowicie zesklerotyzowane, niekiedy w sposób lustrzany ustawione fallomery. Wyrostki zespołu lewej strony są w nich pooddzielane. Fallomer brzuszny ma położony po stronie prawej, dobrze rozwinięty i zazwyczaj zesklerotyzowany płat nasadowy, przemieszczony na stronę lewą wyrostek dystalny pierwotny, wykształcone wyrostki dystalne wtórne boczy i środkowy oraz zwykle pokrytą mikroskopowymi kolcami (spikulami) część wierzchołkową. Fallomer lewy ma blaszkę grzbietową pozbawioną zaokrąglonego płata, zwykle również pokrytą mikroskopowymi kolcami (spikulami). U gatunków pozbawionych spikul albo wyrostek wierzchołkowy lewego fallomeru jest T-kształtny albo wyrostki dystalne wtórne mają postać mocnych kolców. Apofiza falloidalna zaopatrzona jest w płat przedni. Na płacie tym lub obok niego wyrasta flagellum, co stanowi synapomorfię rodziny. Tylko u niektórych gatunków flagellum uległo wtórnym modyfikacjom, np. wykształceniu na nim dwóch lub więcej guzków, lub zanikowi.

## Rozprzestrzenienie
Rodzina afrykańska. Wszystkie rodzaje występują w krainie etiopskiej, a jeden, Telomantis, także w madagaskarskiej.

## Taksonomia i ewolucja
Takson ten wprowadzony został przez Ermanna Giglio-Tosa w 1915 roku jako grupa pod nazwą Chroicopterae w obrębie podrodziny Amelinae wśród modliszkowatych. Klasyfikację taką autor ów podtrzymał w systemie z 1919 roku. Anton Handrilsch w systemie z 1930 roku umieścił tę grupę w podrodzinie Mandtinae. Omawianego taksonu nie wyróżniano w systemach Luciena Choparda z 1949 roku i Maxa Beiera z 1964 roku. Wprowadzony został ponownie w systemie Reinharda Ehrmanna i Rogera Roya z 2002 roku jako podrodzina Chroicopterinae w obrębie modliszkowatych. W systemie Christiana J. Schwarza i Rogera Roya pojawiła się ta grupa jako rodzina Chroicopteridae w monotypowej nadrodzinie Chroicopteroidea, zdefiniowana w nowym, szerszym sensie.
Do rodziny należy 28 rodzajów, sklasyfikowanych w następujących podrodzinach, plemionach i podplemionach:
- Chroicopterinae Giglio-Tos, 1915
  - Bolbellini Schwarz et Roy, 2019
  - Chroicopterini Giglio-Tos, 1915
    - Amphecostephanina Schwarz et Roy, 2019
    - Bisanthina Giglio-Tos, 1917
    - Chroicopterina Giglio-Tos, 1915
    - Dystactina Giglio-Tos, 1915
- Tarachininae Giglio-Tos, 1915
  - Gonypetellini Schwarz et Roy, 2019
  - Tarachinini Giglio-Tos, 1915.

W wynikach analizy Gavina J. Svensona i Michaela F. Whitinga z 2009 roku Chroicopteridae zajęły pozycję siostrzaną dla Nanomantidae. W wynikach analizy Schwarza i Roya z 2019 roku zajęły pozycję siostrzaną dla Nanomantoidea, tworząc z tą nadrodziną klad Nanomantodea w obrębie nanorzędu Cernomantodea.